# British Empire Trophy
De British Empire Trophy was een autorace in Groot-Brittannië, die door de jaren heen werd verreden op Brooklands, in Douglas en op Silverstone. De race maakte tussen 1932 en 1949 deel uit van de grand-prixseizoenen en was in 1950 en 1961 ook een niet-kampioenschapsronde in de Formule 1.

## Winnaars van de grand prix
- Hier worden alleen de races aangegeven die plaatsvonden tijdens de grand-prixseizoenen tot 1949 en Formule 1-races vanaf 1950.

| Jaar        | Coureur              | Constructeur       | Locatie            | Verslag            |
| ----------- | -------------------- | ------------------ | ------------------ | ------------------ |
| 1961        | Stirling Moss        | Cooper             | Silverstone        | Verslag            |
| 1951 - 1960 | Race niet gehouden   | Race niet gehouden | Race niet gehouden | Race niet gehouden |
| 1950        | Bob Gerard           | ERA                | Douglas            | Verslag            |
| 1949        | Bob Gerard           | ERA                | Douglas            | Verslag            |
| 1948        | Geoffrey Ansell      | ERA                | Douglas            | Verslag            |
| 1947        | Bob Gerard           | ERA                | Douglas            | Verslag            |
| 1934 - 1946 | Race niet gehouden   | Race niet gehouden | Race niet gehouden | Race niet gehouden |
| 1933        | Stanislas Czaykowski | Bugatti            | Brooklands         | Verslag            |
| 1932        | John Cobb            | Delage             | Brooklands         | Verslag            |